# Драгунов, Илья
Илья Руко́бер (род. 10 октября 1993, Москва) — российско-немецкий рестлер, более известный под именем Илья Драгунов, выступающий в WWE на бренде RAW, до того долгое время проведя на бренде NXT, бывший чемпион NXT и чемпион Соединённого Королевства NXT.
До подписания контракта с WWE, Драгунов выступал в европейских независимых промоушенах, а также участвовал в Westside Xtreme Wrestling (wXw), где он был чемпионом мира wXw в тяжёлом весе, трёхкратным командным чемпионом wXw и двукратным чемпионом wXw Shotgun.
Рукобер — первый рестлер российского происхождения, когда-либо выступавший в WWE, а также первый чемпион российского происхождения в истории компании.

## Ранние годы
Рукобер родился в Москве, и переехал в Дрезден, Германию со своей матерью, когда ему было пять лет. Ни он, ни его мать не говорили на немецком языке. До того, как заняться рестлингом, Рукобер с юных лет работал на разных случайных работах, чтобы обеспечивать свою семью, включая работу в пиццерии и на заправочной станции.

## Карьера в рестлинге
Рукобер начал свою профессиональную карьеру рестлера в учебной школе German Wrestling Federation (GWF) под руководством ветеранов Рика Баккстера и Акселя Тишера (который выступал в WWE под именем Александр Вульф). Он дебютировал на ринге в 2012 году. Год спустя он стал постоянным рестлером в wXw и оставался там до тех пор, пока не подписал контракт с WWE.

### Progress Wrestling (2018—2022)
14 мая 2018 года на Super Strong Style 16 генеральный менеджер wXw Кристиан Майкл Якоби прибыл на Progress Wrestling и вызвал Пита Данна на матч с Драгуновым в неустановленную дату. На Chapter 69 Драгунов впервые появился в промоушене, вступив в бой с Данном, к большому удовольствию Якоби. На Chapter 72 Данн принял вызов, и матч был назначен на предстоящем мероприятии Progress на Wembley Arena. На Chapter 75 Якоби продолжил оскорблять Данна, который вытащил Якоби на ринг, чтобы напасть на него, прежде чем Драгунов спас его, и двое снова встретились лицом к лицу. Во время тура Progress по Германии, на шоу Oberhausen, Данн вызвал Драгунова после победы British Strong Style над Rise (Иван Киев, Лаки Кид и Пит Баунсер). И снова между ними произошла драка, которую пришлось разнимать официальным лицам. 1 октября дебютный матч Драгунова за «Прогресс» закончился поражением, когда Данн поймал Драгунова за руку, а затем манипулировал его рукой, чтобы принудить к сдаче.
Драгунов начал 2019 год с победы над Тимоти Тэтчер на Chapter 83, но не появлялся в промоушене до Super Strong Style 16. В первую ночь Драгунов победил Криса Брукса в первом раунде. Во вторую ночь он быстро победил Тревора Ли в четвертьфинале, а в третью ночь провёл тройной матч на выбывание в полуфинале с Дэвидом Старром и Трэвисом Бэнксом. Драгунов был первым рестлером, которого выбили, когда Бэнкс победил его по отсчёту. На Chapter 91 он победил Джордана Девлина в матче претендентов на матч за звание чемпиона мира Progress, но на следующий день, на Chapter 92, он потерпел поражение от Вальтера.

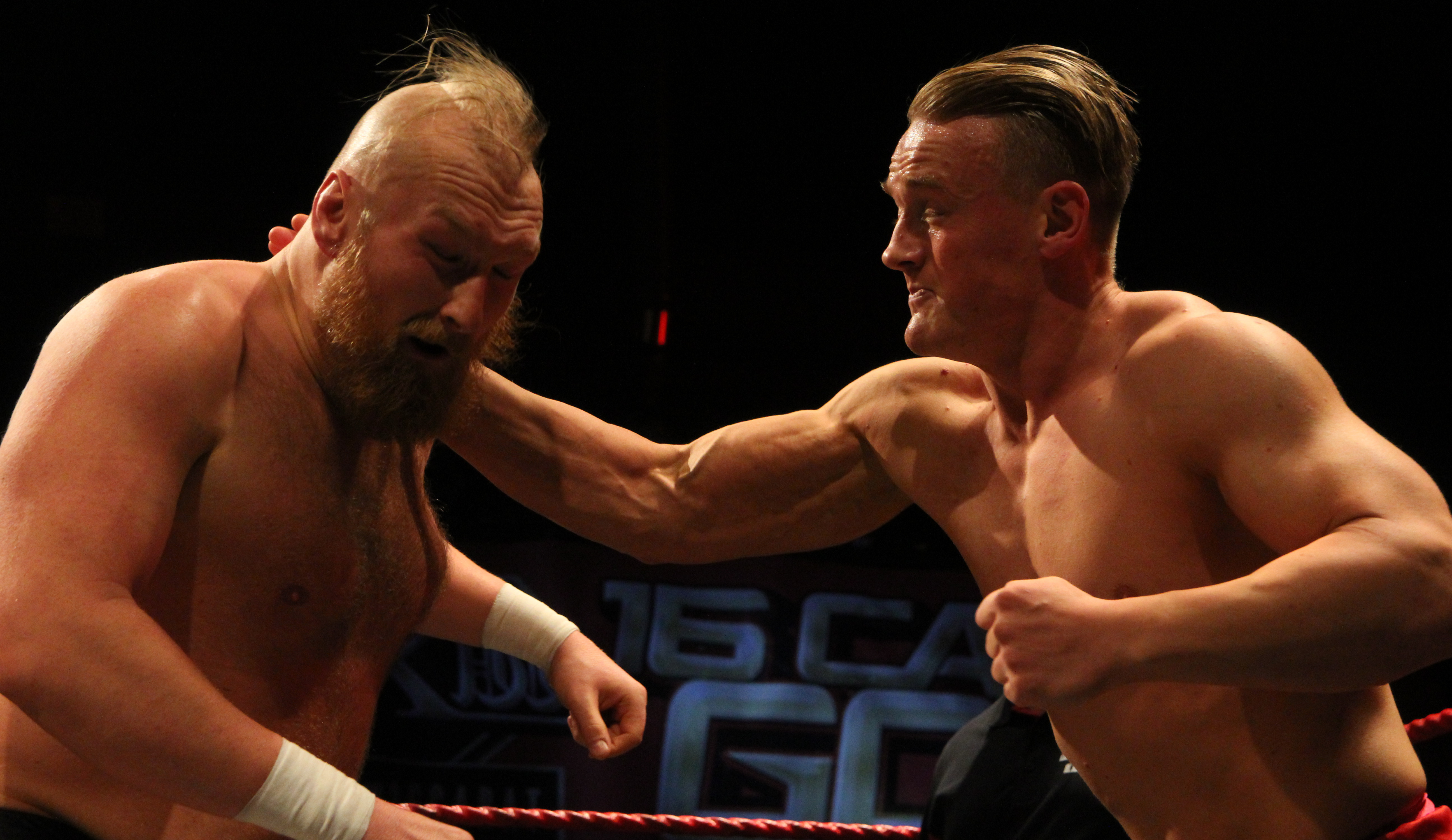
Драгунов (справа) на ринге в 2020 году

На Chapter 95 Драгунов принял участие в матче за титул чемпиона Proteus, который заменил титул чемпиона Atlas. Драгунов вошёл в матч под вторым номером и выбил Ниву, ТК Купера и Чака Мамбо, прежде чем он и Уильям Ивер одновременно устранили друг друга. С октября по декабрь он участвовал в серии матчей с Кара Нуар. Обменявшись победами друг над другом на Chapter 96 и Chapter 97, фьюд закончился на Chapter 99 в матче с двумя падениями из трёх, в котором Драгунов проиграл.

### WWE (2019—н.в.)

#### NXT UK (2019—2022)
В январе 2019 года сообщалось, что Рукобер подпишет контракт с WWE с намерением выступать для британского бренда NXT UK. Ранее он пробовал участвовать в промоушене в ноябре 2013 года, но получил травму черепа, из-за которой не выступал почти год. У него была вторая попытка в Кёльне во время европейского турне WWE в ноябре 2018 года, где он, как говорили, «вскружил голову». 27 февраля 2019 года WWE официально объявила о его подписании.
В эпизоде NXT UK от 15 мая (записанном 19 апреля) Драгунов дебютировал на бренде, победив Джека Старца. Затем он начал короткую победную серию, одолев Джозефа Коннерса в эпизоде от 12 июня (записанном 20 апреля), и Эштона Смита в эпизоде 10 июля (записанном 16 июня). Однако это закончилось в эпизоде 15 августа (записанном 19 июля), когда Драгунов потерпел поражение от Кассиуса Оно. 31 августа, на NXT UK TakeOver: Cardiff, Драгунов ответил на открытый вызов Сезаро проигрышной попыткой.
В эпизоде NXT UK от 17 октября (записанном 4 октября) Драгунов победил Саксона Хаксли под бдительным оком Александра Вульфа. После победы Вульф аплодировал Драгунову, что привело к битве взглядов с русским, когда к нему присоединились Марсель Бартель и Фабиан Айхнер. Однако это не превратилось в драку, так как Бартель и Айхнер прошли мимо Драгунова в их матче против Охоты (Примат и Дикий Кабан), в то время как Вульф отвёл его назад, предположительно, чтобы убедить его присоединиться к Империуму.
В эпизоде NXT UK от 11 ноября (записанном 5 октября) Драгунов, по-видимому, присоединился к Империуму в их продолжающейся вражде с Галлусом (Джо Коффи , Марк Коффи и Вольфганг), прежде чем вступить в союз с шотландцами, которые затем устроили драку на ринге, когда шоу вышло из эфира. В эпизоде NXT UK от 21 ноября (записаном 15 ноября) Драгунов был побеждён Вульфом, а после матча был побит другими членами Империума, прежде чем Галлус спас его. В выпуске NXT UK от 28 ноября (записанном 15 ноября), Драгунов вместе с Галлусом сражались с «Империумом» до двойного отсчёта. Хотя он и обидел Вульфа, его в основном одолели другие члены Империума, включая вызов на финал xXw 16 Carat Gold 2017 года с его лидером Вальтером.
В эпизоде NXT UK от 5 декабря (записанном 15 ноября) Драгунов появился во время этапа переговоров по главному событию между Вальтером и Джо Коффи для их титульного матча на NXT UK TakeOver: Blackpool II. Вальтер хотел, чтобы Драгунов встретился с Вульфом в матче без дисквалификации в будущем, но Коффи отказался, так как Драгунов не был членом Галлуса. Затем Вальтер сказал: «Нет Ильи, нет сделки», на что Драгунов вышел из-за спины и сказал Коффи заключить соглашение. После переговоров Вальтер сказал Драгунову, что он принял действительно плохое решение, и что русский попал в засаду со стороны других членов «Империума», прежде чем Вульф бросил его через стол. В выпуске NXT UK от 2 января 2020 года (записанном 16 ноября 2019 года), Драгунов победил Вульфа в матче без дисквалификации. В отместку он был побит Бартелем и Айхнером после матча.
Во время титульного матча главного события между Вальтером и Джо Коффи 12 января 2020 года на NXT UK Takeover: Blackpool II Вульф вмешался в матч, атакуя Коффи, в результате чего Драгунов вышел и провёл приём Торпедо Москва на Вульфе, в результате чего Вульф случайно упал на левое колено Коффи и травмировал Коффи. В результате, после того, как командные чемпионы NXT UK, Галлус (Марк Коффи и Вольфганг) победили Онея Лоркана и Дэнни Бёрча в эпизоде NXT UK 13 февраля 2020 года, Драгунов вышел, чтобы противостоять Коффи и Галлусу, но это привело к избиению Драгунова Коффи и Галлусом. Это произошло из-за того, что Коффи заявил, что Драгунов задолжал «фирме Галлус», и привело к матчу между Драгуновым и Коффи в эпизоде NXT UK от 20 февраля 2020 года, где Драгунов победил Коффи. После матча Марк Коффи и Вольфганг Галлуса появились, чтобы совершить послематчевое нападение на Драгунова, но Джо Коффи остановил их и сообщил Драгунову, что он выплатил свой долг и что теперь всё улажено. 22 августа, на шоу NXT Takeover 36, победил Вальтера, став новым чемпионом NXT UK, прервав тем самым чемпионство Вальтера, длившийся 870 дней.
Он был вынужден отказаться от титула 7 июля 2022 года после травмы.

#### NXT (2022-2024)
В эпизоде NXT от 20 сентября Драгунов совершил своё возвращение, прервав сегмент между чемпионом NXT Броном Брейккером и претендентом номер один Джей Ди Макдоной. На шоу NXT Stand & Deliver 1 апреля он принял участие в пятистороннем матче за звание североамериканского чемпиона NXT, но не смог завоевать титул. На шоу NXT Battleground 28 мая он победил Дайджака в матче «Последний живой». 30 июля Драгунов безуспешно бросил вызов Кармело Хейсу в борьбе за звание чемпиона NXT на шоу NXT The Great American Bash, предварительно победив Брона Брейккера, чтобы получить право на бой за несколько недель до этого на одном из эпизодов NXT. 30 сентября Драгунов победил Хейса на шоу NXT No Mercy и впервые в своей карьере стал чемпионом NXT. Он также является первым рестлером WWE, который владел чемпионством NXT и чемпионством Соединённого Королевства NXT.

#### RAW (с 2024)
Во второй ночи драфта 2024 года Драгунов был переведен на бренд RAW.

## Титулы и достижения
- CBS Sports
  - Матч года (2020) пр. Вальтера[48]
- German Wrestling Federation/Next Step Wrestling[49]
  - Чемпион NSW в тяжёлом весе (1 раз)
  - Европейский чемпион NSW (1 раз)
- Pro Wrestling Illustrated
  - PWI ставит его под № 72 среди 500 рестлеров PWI 500 в 2022[50]
- Westside Xtreme Wrestling
  - Чемпион мира wXw в тяжёлом весе (1 раз)
  - Командный чемпион wXw (3 раза) — с Робертом Драйскером (1), Грязным Драганом и Джулианом Неро (1), Вальтером (1)
  - Чемпион wXw Shotgun (2 раза)
- WWE
  - Чемпион Соединенного Королевства NXT (1 раз)
  - Чемпион NXT (1 раз)